# Drum național 74A
Der Drum național 74A (rumänisch für „Nationalstraße 74A“, kurz DN74A) ist eine Hauptstraße in Rumänien.

## Verlauf
Die nur rund 10 km lange Straße zweigt in Abrud vom Drum național 74 nach Norden ab und verläuft durch das Siebenbürgische Erzgebirge nach Câmpeni (Topesdorf), wo sie auf den Drum național 75 trifft und an diesem endet.